# Matías Cóccaro
Matías Fernando Cóccaro Ferreira (ur. 15 listopada 1997 w Pirarajá) – urugwajski piłkarz pochodzenia włoskiego występujący na pozycji napastnika, od 2025 roku zawodnik meksykańskiego Atlasu.